# هيلاري وليامز
هيلاري وليامز (بالإنجليزية: Hillary Williams)‏ هي فنانة قتالية أمريكية، ولدت في 14 أكتوبر 1988 في أركنساس في الولايات المتحدة.

## وصلات خارجية
- الموقع الرسمي
- هيلاري وليامز على موقع شيردوغ (الإنجليزية)